# Psammophis leopardinus
Espèce
Synonymes
- Psammophis sibilans leopardinus Bocage, 1887

Psammophis leopardinus est une espèce de serpents de la famille des Lamprophiidae. 

## Répartition
Cette espèce se rencontre :
- en Zambie ;
- dans le nord-ouest de la Namibie ;
- dans le sud-ouest de l'Angola.

## Publication originale
- Bocage, 1887 : Mélanges herpétologiques. IV. Reptiles du dernier voyage de MM. Capello et Ivens à travers l'Afrique. Jornal de sciencias mathematicas, physicas e naturaes, Lisboa, vol. 112, p. 201-208 (texte intégral).